# Oskar Thierbach
Oskar Thierbach (Dresda, 11 dicembre 1909 – Lipsia, 30 novembre 1991) è stato un ciclista su strada e pistard tedesco.
Professionista dal 1930 al 1939 e dal 1947 al 1948, vinse tre tappe al Giro di Germania.

## Carriera
Tra i dilettanti, fu campione nazionale della cronometro a squadre nel 1928. Passò professionista nel 1930, ottenendo nella prima stagione una vittoria di tappa al Giro di Germania. Nel 1934 si impose alla Harzrundfahrt, mentre nel 1937 e nel 1939 ottenne altre due vittorie di tappa al Giro di Germania. Fu secondo nella generale del Giro di Germania del 1931 ed ai campionati nazionali su strada nel 1935. Su pista, vinse la sei giorni di Breslavia nel 1933. Partecipò a sei edizioni del Tour de France, con due piazzamenti tra i primi dieci, un'edizione del Giro d'Italia e due mondiali.

## Palmarès

### Strada
- 1928 (Dilettanti, una vittoria)

Campionati tedeschi di ciclismo su strada: Cronometro a squadre (con Kurt Hertwig)
- 1930 (Brennabor, una vittoria)

6ª tappa Giro di Germania (Monaco di Baviera > Stoccarda)
- 1934 (Seidel & Naumann, una vittoria)

Harzrundfahrt
- 1937 (Seidel & Naumann, una vittoria)

5ª tappa Giro di Germania (Schweinfurt > Monaco di Baviera)
- 1939

13ª tappa Giro di Germania (Singen > Stoccarda)

### Pista
- 1933

Sei giorni di Breslavia (con Alfred Siegel)

## Piazzamenti

### Grandi Giri
- Giro d'Italia

1932: ritirato
- Tour de France

1930: 13º
1931: 11º
1932: 7º
1933: 23º
1935: 10º
1937: 14º

### Classiche monumento
- Giro delle Fiandre

1930: 16º

### Competizioni mondiali
- Campionati del mondo

Zurigo 1929 - In linea dilettanti: 12º
Liegi 1930 - In linea: ritirato
Copenaghen 1931 - In linea: ritirato